# Lago Wicko Wielkie
Il lago Wicko Wielkie è un lago della Polonia.